# Munro (Buenos Aires)
Munro es una de las localidades en los que se divide el partido de Vicente López, en la provincia de Buenos Aires, Argentina. Se encuentra a 4 km de su acceso más cercano a la Ciudad Autónoma de Buenos Aires y a 19 km de su centro; así como también a 75 km de La Plata, capital provincial. Según la ordenanza n.º 36198 de octubre de 2018, se establece como fecha aniversario del barrio de Munro, el día 30 de abril.

## Clubes
- Club Atlético Colegiales (1908)
- Unión Vecinal de Fomento de Munro (1922)
- Olivos Rugby Club (1927)
- Sociedad de fomento y cultura Grossville (1940)
- Club Unión de Munro (1946)
- Club Social y Deportivo Industrial Munro (1947)
- Sociedad de Fomento y Social Munro (1935)

## Algunas industrias
Arfix, Atanor, Fabriloza, Colorín, Virulana, Ripan, Telagoma, Biogreen, Bayer, Lanxess, Gillette, Siemens, Burletes Norte, Givaudan, Mevaco, Polind, Montedison y otras fábricas como textiles, maderera, metalúrgicas, alimenticias, etc.
En esta localidad se encontraban los estudios cinematográficos Lumiton (hoy en día siguen existiendo como un museo de las películas que allí se filmaron).
El 24 de octubre de 2008, la cadena Coto abrió un hipermercado sobre la Avenida Bartolomé Mitre. Tiempo antes, la cadena de café Bonafide reabrió sus puertas sobre la Avenida Vélez Sársfield.

## Geografía

### Superficie y población
La localidad ocupa aproximadamente 5,8 km² en los que viven 35 844 personas, según un censo realizado por el INDEC en 2001. Este la sitúa como la 3.ª unidad más poblada del partido ocupando un 13,1 %. En 1991 se registraron 36 188 personas, lo que implica un descenso en 2001 de casi el 1 %.

### Límites
Limita con Villa Adelina, Carapachay y Martínez al norte, Villa Ballester y San Andrés al oeste, Olivos al este y Florida Oeste al sur. Las calles límites son Mariano Moreno, Av. Paraná, la Ruta Nacional 9, Antonio Malaver, Av. Alexander Fleming, Luis María Drago, Av. Primera Junta, M. Montes de Oca, Capitán M. Cajaraville, Juramento, Albarellos y Gral. Manuel Belgrano.

## Historia
Munro nace con la instalación de la estación del Ferrocarril Central Córdoba —actual Ferrocarril General Belgrano— el 30 de abril de 1912. La empresa inglesa de ferrocarriles, asociada a la Compañía Argentina de Tierras del Norte, adquirió parcelas que estaban junto al trazado de las vías y le encargó a su jefe de estación, Alfredo Dionisio Godoy, la venta de los lotes. A la estación se llamó con ese nombre en honor a Duncan Mackay Munro, que prestó servicios a la compañía de ferrocarriles.
El 11 de junio de 1922, 49 vecinos impulsados por Alfredo Dionisio Godoy, fundaron la Unión Vecinal de Fomento de Munro. Con el aumento de la población se instalaron numerosos comercios que dieron lugar a un importante centro comercial. El 11 de noviembre de 1961 se funda la primera escuela del partido Escuela Nº 4 Domingo Faustino Sarmiento. El 22 de marzo de 1965 se inaugura la parroquia Santa María Reina, desde 1996 pertenece al obispado de San Isidro. 
En 1981 se repara la Avenida Bartolomé Mitre, modernizando el centro comercial. En 1995 se inaugura el Centro Cultural Munro con una capacidad para 870 personas.
Desde el año 2007 comenzó a funcionar una delegación del Registro Nacional de las Personas, dependiente del Ministerio del Interior y Transporte, en Av. Bartolomé Mitre 2519.
Pero esta fue suspendida y descontinuada en 2016

## Deportes
La actividad más importante es el fútbol, en la cual se destaca el Club Atlético Colegiales, que actualmente participa de la Primera Nacional, segunda categoría del fútbol argentino.
Olivos Rugby Club, equipo perteneciente al Primera A, tiene su sede y estadio en Munro.
También se destaca el Club Unión De Munro, más conocido como el C.U.M. dónde sus actividades principales son fútbol, patinaje artístico y taekwondo.
Otro de los clubes que se destacan es el Club Unión Vecinal de Munro, cuya actividades principales son la natación y el básquetbol.

## Munrenses famosos
- Julio Bocca, bailarín.
- Miguel Abuelo, cantante.
- Carlos Belloso, actor.
- Emiliano Brancciari, cantante de No Te Va Gustar.
- Gonzalo Heredia, actor.
- Carlos Morete, futbolista.
- Diego Olivera, actor.
- Jorge Rial, conductor.
- Hernán Tamanini, cantante.

## Residentes famosos
- Paola Suárez, tenista pergaminense, ex número 1 en dobles, 9.ª en singles, ganadora, entre otros títulos, del Abierto de Australia, Roland Garros (cuatro veces) y del US Open (tres veces) y siendo finalista de Wimbledon en tres ocasiones.
- Zulma Lobato, mediática.

## Parroquias de la Iglesia católica en Munro
| Diócesis   | San Isidro                                                             |
| ---------- | ---------------------------------------------------------------------- |
| Parroquias | María Auxiliadora, Santa María Reina, Santa Rosa de Lima, Stella Maris |